# Trato espinocerebelar
O trato espinocerebelar é um conjunto de fibras axonais que se origina na medula espinhal e termina ipsilateralmente no cerebelo. Este trato transmite informações ao cerebelo sobre as posições dos membros e articulações (propriocepção). Estas informações proprioceptivas são originadas através através de dois sensores corporais: o fuso muscular e o órgão tendinoso de Golgi.
O trato é composto pelo trato espinocerebelar anterior e pelo trato espinocerebelar posterior. Ambos tratos possuem dois neurônios e transmitem informações para o mesmo lado do corpo (ipsilaterais).